# Karuppur
Karuppur es una ciudad y nagar Panchayat situada en el distrito de Salem en el estado de Tamil Nadu (India). Su población es de 13967 habitantes (2011). Se encuentra a 12 km de Salem .y a 64 km de Erode

## Demografía
Según el censo de 2011 la población de Karuppur era de 13967 habitantes, de los cuales 7180 eran hombres y 6787 eran mujeres. Karuppur tiene una tasa media de alfabetización del 73,21%, inferior a la media estatal del 80,09%: la alfabetización masculina es del 81,30%, y la alfabetización femenina del 64,63%.